# 蝶々結び (Aimerの曲)
「蝶々結び」（ちょうちょうむすび）はAimerの11枚目のシングル。
2016年8月17日に発売された。初回生産限定盤にはDVD付属が付属しMUSIC VIDEO & スタジオライブ映像が収録された。また、初回出荷盤に 10th single「insane dream / us」W購入者特典のハガキが封入された。

## 概要
野田洋次郎（RADWIMPS）楽曲提供＆プロデュースによるバラード。
野田洋次郎は楽曲提供＆プロデュースのほかにコーラスとしても参加。さらに、ハナレグミもギター＆コーラスにて参加している。
カップリングに収録されている「セプテンバーさん」は、RADWIMPSのアルバム『RADWIMPS 3〜無人島に持っていき忘れた一枚〜』収録曲のカバーである。

## 収録曲

### CD
1. 蝶々結び (5:07)
作詞・作曲・編曲：野田洋次郎
2. 夏草に君を想う (4:23)
作詞：aimerrhythm、作曲：百田留衣、編曲：玉井健二・百田留衣
3. セプテンバーさん (5:02)
作詞・作曲：野田洋次郎、編曲：玉井健二・飛内将大

### 初回限定盤 DVD SECL-1968
1. 蝶々結び (MUSIC VIDEO)
以下　LIVE AT ANYWHERE Vol.28（lineme）2016年5月13日 より
2. Moon River
3. あなたに出会わなければ～夏雪冬花～
4. スピカ
5. Mine
6. broKen NIGHT
7. RE:I AM
8. ninelie
9. Brave Shine
10. Re:pray

## 参加ミュージシャン

### 蝶々結び
- 野田洋次郎 - ピアノ、コーラス
- 永積崇 (ハナレグミ) - ギター、コーラス
- 真船勝博 - ベース
- あらきゆうこ - ドラムス

### 夏草に君を想う
- 百田留衣 - プログラミングと楽器演奏

### セプテンバーさん
- 飛内将大 - プログラミングと楽器演奏

### LIVE AT ANYWHERE Vol.28（lineme）
- 野間康介 - ピアノ[5]

## 制作クレジット
- エグゼクティブ・プロデューサー - 桂田大助、玉井健二
- アート・ディレクション＆デザイン - 松田剛
- アシスタント・デザイン - 村上智香
- フォトグラファー - 加藤アラタ
- ヘア＆メイクアップ - 村上綾
- プロダクト・コーディネーター - 山口潤

### 蝶々結び
- プロデューサー - 野田洋次郎
- レコーディング&ミキシング・エンジニア - 菅井正剛
- アシスタント・エンジニア - 澤本哲朗
- 追加レコーディング - Fumiaki Unehara
Recorded & Mixed at Aobadai Studio
- マスタリング・エンジニア - Dick Beetham (360 Mastering)

### 夏草に君を想う、セプテンバーさん
- プロデューサー - 玉井健二 (agehasprings)
- ディレクター・オーガナイザー - 森岡英貴
- レコーディング・エンジニア - 森真樹
Recorded at Studio Device
- ミキシング・エンジニア - 熊坂敏 (prime sound studio form)
Mixed at prime sound studio form
- マスタリング・エンジニア - 茅根裕司
Mastered at Sony Music Studios Tokyo

### 蝶々結び (MUSIC VIDEO)
- キャスト - Aimer、野田洋次郎、石賀和輝、稲垣早織、大橋典之、小川智彩葵、小川美優葵、甲斐翔真、風祭ゆき、河合朗弘、菊池真琴、日下雅貴、古川一哉、後藤小太郎、杉本愛里、鈴木仁、田辺諒、中里未歩、中村穣、新津ちせ、西谷星彩、本条友奈埜、本多明鈴日、前田知恵、牧野莉佳、松田北斗、真広佳奈、石塚奈緒子、石塚朱浬、石塚唯浬、柏木武史、柏木結、柏木千遥、中野亜紀、中野悠月季、藤井麻里、藤井咲太朗、藤井うらら、森郁、森永遠、森絆

- プロデューサー - 田井えみ
- プロダクションマネージャー - 海上佳純　尾形龍一
- キャスティング - 小田真由美
- 撮影 - 鈴木雅也
- ヘアメイク - 小林麗子
- 車両 - 石本稔、半田雅也、中村剛、加藤陽三
- プロダクション協力 - 小澤弘邦
- ポストプロダクション - 柄澤大二郎
- 撮影協力 - 八王子デジタルハリウッド大学
- 監督・編集 - 岩井俊二

### LIVE AT ANYWHERE Vol.28（lineme）
- ミキシング・エンジニア - 森真樹
Recorded at Sony Music Studios Tokyo (2016/05/13)
Mixed at Studio Device
- 演出・編集 - 塚本聡
- 撮影 - 三好隆太
- 照明 - 古谷美明
- 撮影協力 - 渡邊大

## リリース日一覧
| 地域 | リリース日    | レーベル               | 規格                   | カタログ番号   | 備考                       |
| ---- | ------------- | ---------------------- | ---------------------- | -------------- | -------------------------- |
| 日本 | 2016年8月17日 | SME Records            | 12cmCD                 | SECL-1969      | 通常盤                     |
| 日本 | 2016年8月17日 | SME Records            | 12cmCD + DVD           | SECL-1967-1968 | 初回限定盤                 |
| 日本 | 2016年8月17日 | SME Records            | デジタル・ダウンロード | 1137865371     | iTunes Store               |
| 日本 | 2016年8月17日 | Sony Music Labels Inc. | デジタル・ダウンロード | A1004690381    | レコチョク AAC 128/320kbps |
| 日本 | 2016年8月17日 | Sony Music Labels Inc. | デジタル・ダウンロード | 4547557046595  | mora AAC-LC 320kbps        |
| 日本 | 2016年8月17日 | Sony Music Labels Inc. | デジタル・ダウンロード | B01HMLMNH2     | Amazon.co.jp               |

## タイアップ
| 曲名         | タイアップ                                      |
| ------------ | ----------------------------------------------- |
| 「蝶々結び」 | 日本テレビ系『スッキリ!!』2016年8月テーマソング |